# سیارک ۱۰۹
سیارک ۱۰۹ (به انگلیسی: 109 Felicitas) صد و نهمین سیارک کشف شده‌است که در ۹ اکتبر ۱۸۶۹ کشف شد.
قدر مطلق سیارک برابر ۸٫۷۵ است.